# Chile espada

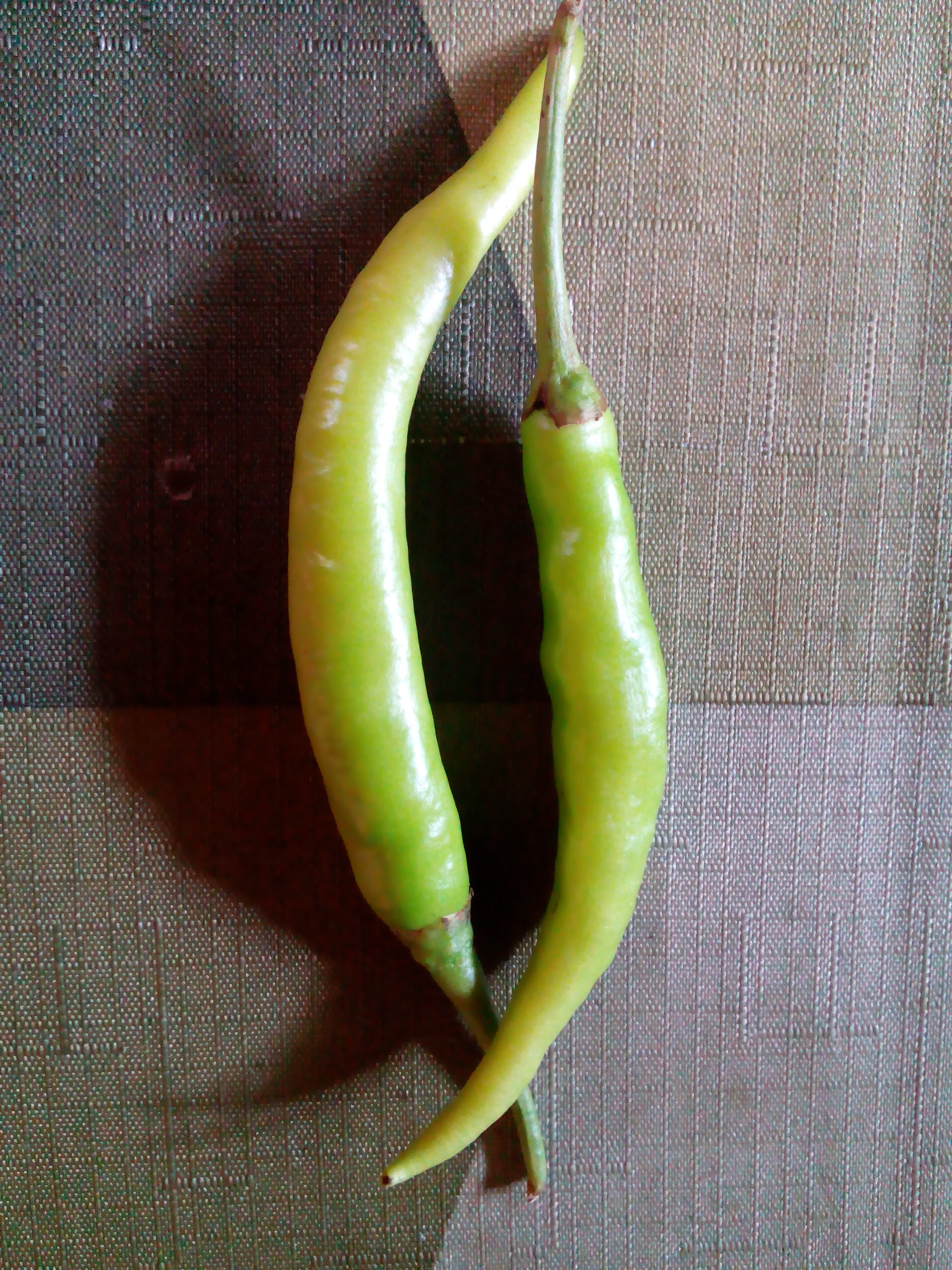
Chiles haba o mahaba.

El chile espada (en tagalo: siling habà, «chile alargado»), también llamado chile tagalo (siling Tagalog), y localmente conocido como  siling pangsigang («chile para hacer sinigang») o finger chili («chile [con forma de] dedo») es una de las dos variedades nativas de chile que se encuentran en Filipinas, siendo la otra el chile labuyo. A diferencia del chile labuyo, cultivar de la especie Capsicum frutescens, el chile mahaba pertenece a la especie Capsicum annuum.
El chile mahaba crece 5-7 cm de largo, y es de color verde claro y brillante.  Si bien es picante, es mucho más suave que el chile labuyo. Generalmente, cuanto más pequeño es un chile, más pungente. Es un ingrediente comúnmente utilizado en la gastronomía filipina, condimentando platos como el sinigang, el dinuguan, el pinangat, el kilawin, el paksiw o el sisig.